# العلاقات اللاتفية الميكرونيسية
العلاقات اللاتفية الميكرونيسية هي العلاقات الثنائية التي تجمع بين لاتفيا وولايات ميكرونيسيا المتحدة.

## مقارنة بين البلدين
هذه مقارنة عامة ومرجعية للدولتين:
| وجه المقارنة                                              | لاتفيا                                             | ولايات ميكرونيسيا المتحدة |
| --------------------------------------------------------- | -------------------------------------------------- | ------------------------- |
| المساحة (كم2)                                             | 64.59 ألف                                          | 702                       |
| عدد السكان (نسمة)                                         | 1.93 مليون                                         | 105.54 ألف                |
| الكثافة السكانية (ن./كم²)                                 | 29.88                                              | 15.03 ألف                 |
| العاصمة                                                   | ريغا                                               | باليكير                   |
| اللغة الرسمية                                             | اللغة اللاتفية                                     | لغة إنجليزية              |
| العملة                                                    | يورو، لاتس لاتفي، الروبل اللاتفي ‏، الروبل اللاتفي ‏ | دولار أمريكي              |
| الناتج المحلي الإجمالي (بليون دولار)                      | 30.26 مليار                                        | 336.43 مليون              |
| الناتج المحلي الإجمالي (تعادل القوة الشرائية) بليون دولار | 49.24 مليار                                        | 365.27 مليون              |
| الناتج المحلي الإجمالي الاسمي للفرد دولار أمريكي          | 14.06 ألف                                          | 3.02 ألف                  |
| الناتج المحلي الإجمالي للفرد دولار أمريكي                 | 23.55 ألف                                          |                           |
| مؤشر التنمية البشرية                                      | 0.819                                              | 0.640                     |
| رمز المكالمات الدولي                                      | +371                                               | +691                      |
| رمز الإنترنت                                              | .lv                                                | .fm                       |
| المنطقة الزمنية                                           | ت ع م+02:00، ت ع م+03:00، أوروبا/ريغا ‏             |                           |

## منظمات دولية مشتركة
يشترك البلدان في عضوية مجموعة من المنظمات الدولية، منها:
| علم المنظمة | اسم المنظمة                               | تاريخ انضمام لاتفيا | تاريخ انضمام ولايات ميكرونيسيا المتحدة |
| ----------- | ----------------------------------------- | ------------------- | -------------------------------------- |
|             | منظمة حظر الأسلحة الكيميائية              | ?                   | ?                                      |
|             | البنك الدولي للإنشاء والتعمير             | 11 أغسطس 1992       | 24 يونيو 1993                          |
|             | المركز الدولي لتسوية المنازعات الاستشارية | 7 سبتمبر 1997       | 24 يوليو 1993                          |
|             | الأمم المتحدة                             | 17 سبتمبر 1991      | 17 سبتمبر 1991                         |
|             | يونسكو                                    | 9 يوليو 1951        | 19 أكتوبر 1999                         |
|             | وكالة ضمان الاستثمار متعدد الأطراف        | 21 أغسطس 1998       | 11 أغسطس 1993                          |
|             | مؤسسة التنمية الدولية                     | 11 أغسطس 1992       | 24 يونيو 1993                          |
|             | مؤسسة التمويل الدولية                     | 29 سبتمبر 1993      | 24 يونيو 1993                          |
|             | الاتحاد الدولي للاتصالات                  | 11 ديسمبر 1921      | 18 مارس 1993                           |

## وصلات خارجية
- موقع وزارة الخارجية اللاتفية